# Paul Dolan
Kenneth Paul Dolan (Ottawa, 16 de abril de 1966) é um ex-futebolista profissional canadiano, que atuava como goleiro.

## Carreira
Paul Dolan fez parte do elenco da histórica Seleção Canadense de Futebol da Copa do Mundo de 1986 